# BYD M6
Der BYD M6 ist ein Van des chinesischen Herstellers BYD Auto.
Das 2010 als erster Van des Herstellers eingeführte Fahrzeug wurde im selben Jahr als Serienmodell auf der Auto China gezeigt, 2009 wurde es auch schon auf der Auto Shanghai gezeigt. 2013 wurde das Fahrzeug überarbeitet. Der BYD M6 wurde nur in Asien angeboten.

## Ausstattung
Es stehen drei Ausstattungs-Linien zur Auswahl: Comfort, Luxury und Premium.
Alle Modelle sind serienmäßig mit einem CD-Spieler, Klimaanlage, einem dem Keyless Go vergleichbaren schlüssellosen Startsystem sowie einer geschwindigkeitsabhängigen automatischen Türverriegelung ausgestattet.
Die Premium-Fahrzeuge enthalten neben den bei allen Modellen vorhandenen Frontairbags auch seitliche Vorhangairbags.
Eine Besonderheit in dieser Preiskategorie stellt das bei den Premium- und Luxury-Versionen enthaltene 360-Grad-Video-Sicherheitssystem dar, das die Fahrzeugumgebung auf einem 8-Zoll-Farbmonitor abbildet.

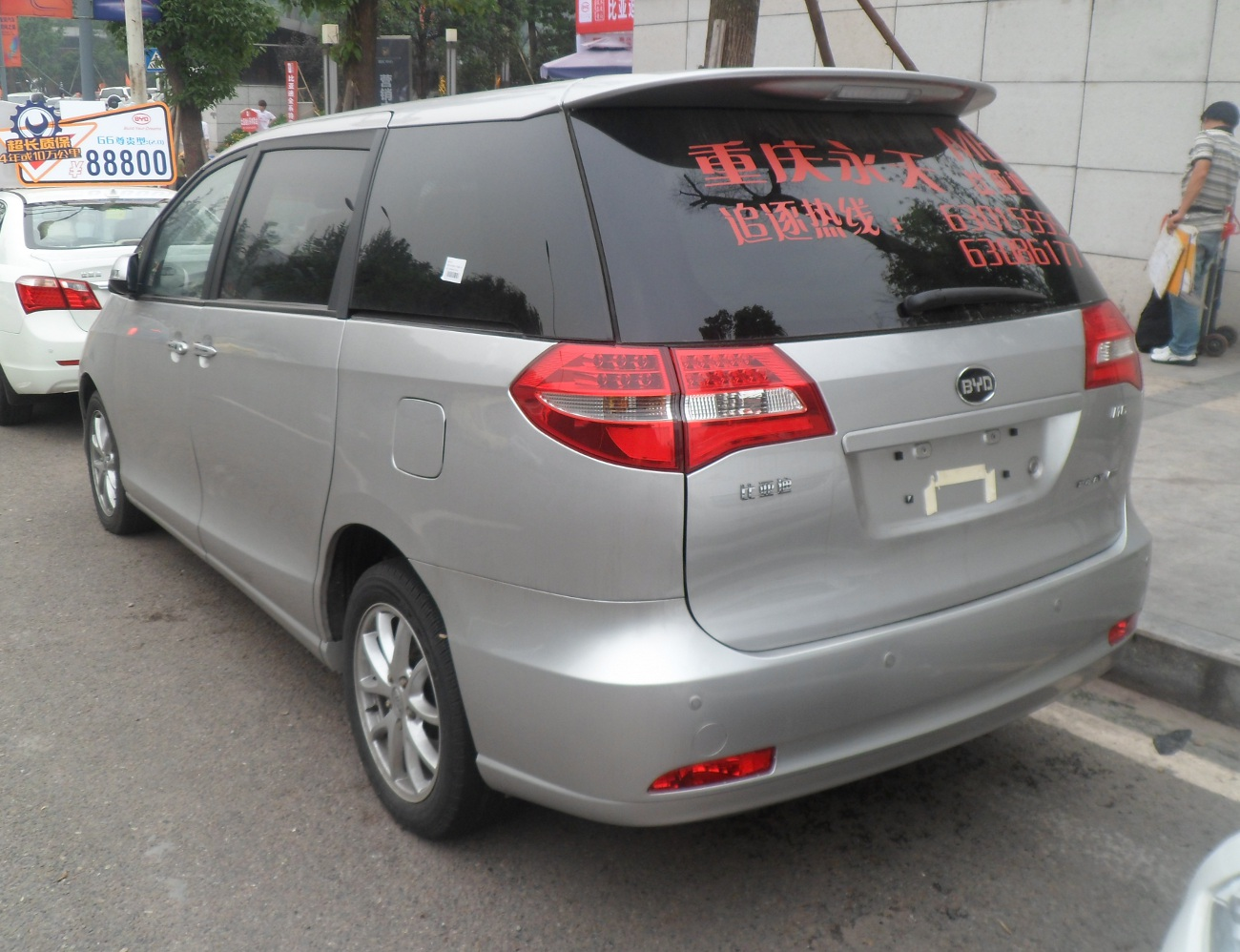
Heckansicht
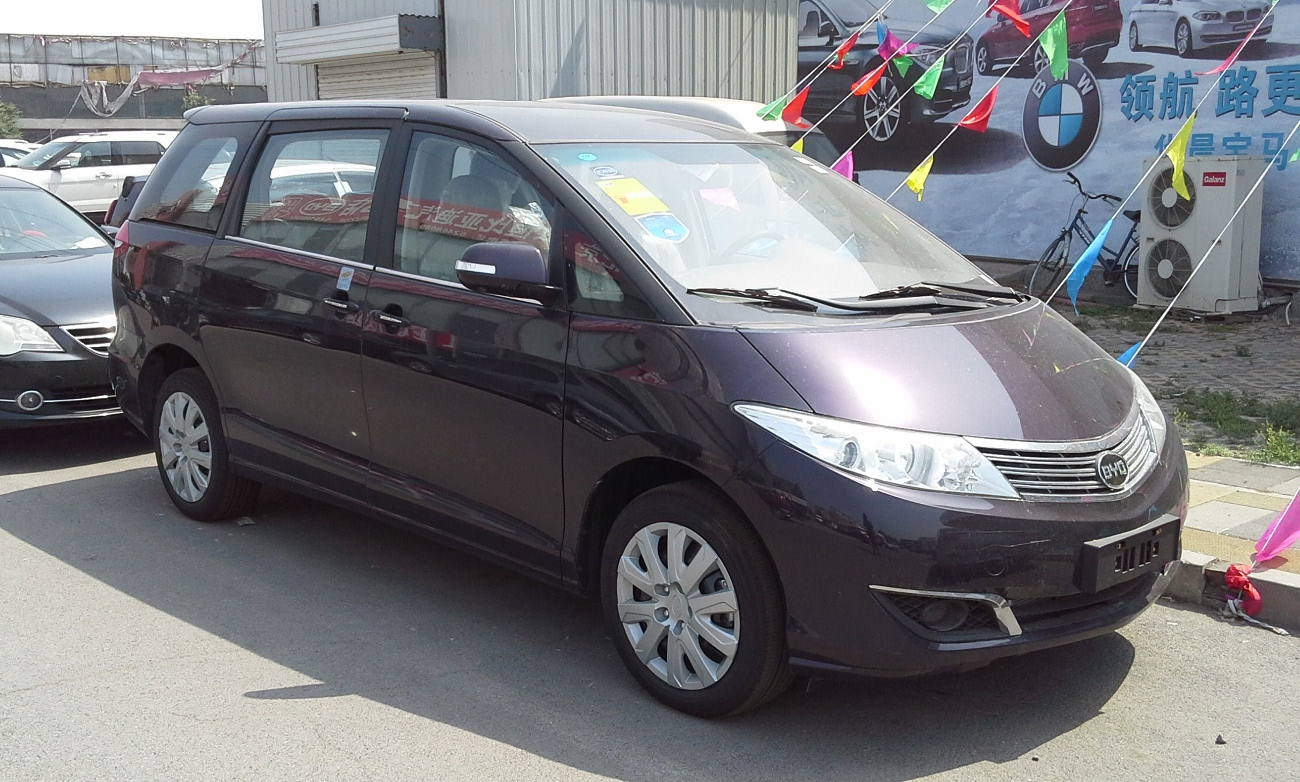
BYD M6 (seit 2013)
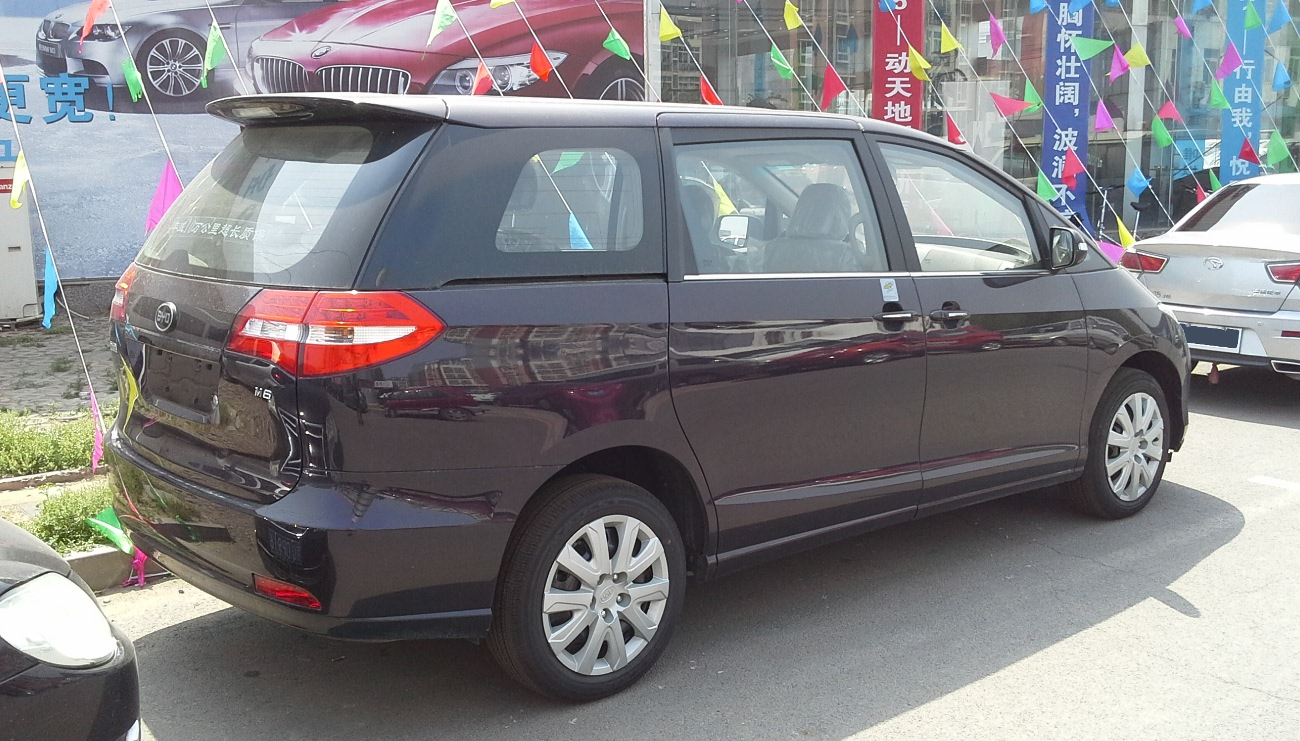
Heckansicht

## Technische Daten
Für den BYD M6 stehen zwei Motorvarianten zur Verfügung:
- ein Zweiliter-Ottomotor (BYD-Eigenentwicklung) mit 103 kW,
- ein 2,4-Liter-Ottomotor (Mitsubishi) mit 118 kW.

Dabei werden ein manuelles 5-Gang-Getriebe (BYD) und ein von Mitsubishi entwickeltes Automatikgetriebe mit manueller Schaltgasse angeboten.
Zum Serienumfang gehört ein von Bosch übernommenes Antiblockiersystem mit elektronischer Bremskraftverteilung.
|                                             | 2.0                    | 2.4                         | 2.4                    |
| ------------------------------------------- | ---------------------- | --------------------------- | ---------------------- |
| Bauzeitraum                                 | 2010–2017              | 2010–2017                   | 2010–2017              |
| Motorkenndaten                              |                        |                             |                        |
| Motorart                                    | Ottomotor              | Ottomotor                   | Ottomotor              |
| Motorbauart                                 | R4                     | R4                          | R4                     |
| Hubraum                                     | 1991 cm³               | 2378 cm³                    | 2378 cm³               |
| max. Leistung bei min−1                     | 103 kW (140 PS) / 6000 | 118 kW (160 PS) / 4000–4500 | 123 kW (167 PS) / 6000 |
| max. Drehmoment bei min−1                   | 123 Nm / 3600          | 215 Nm / 3500–4500          | 234 Nm / 4000          |
| Kraftübertragung                            |                        |                             |                        |
| Antrieb                                     | Vorderradantrieb       | Vorderradantrieb            | Vorderradantrieb       |
| Getriebe, serienmäßig                       | 5-Gang-Schaltgetriebe  | 6-Gang-Schaltgetriebe       | 6-Gang-Schaltgetriebe  |
| Messwerte                                   |                        |                             |                        |
| Höchstgeschwindigkeit                       | 180 km/h               | 185 km/h                    | 180 km/h               |
| Beschleunigung, 0–100 km/h                  | 18,0 s                 | 15,0 s                      |                        |
| Kraftstoffverbrauch auf 100 km (kombiniert) | 8,9 l Super            | 10,6 l Super                | 9,6 l Super            |
| Tankinhalt                                  | 65 l                   | 65 l                        | 65 l                   |